# Тарас Бульба (рапсодия)
«Тарас Бульба» (чеш. Taras Bulba) — рапсодия для оркестра чешского композитора Леоша Яначека. Она была написана между 1915 и 1918 годами и является одним из самых известных произведений Яначека. Рапсодия написана по мотивам одноимённой повести Николая Гоголя.
Первая версия произведения была закончена 2 июля 1915 года, но позже Яначек исправил её и внёс существенные изменения. Вторая, почти полная версия была закончена 29 марта 1918 года. Премьера «Тараса Бульбы» состоялась 9 октября 1921 года в Национальном театре в Брно (дирижёр Франтишек Нойман). Композиция была посвящена «нашей армии, вооружённому защитнику нашей нации». Она была издана Hudební matice в 1924 году в аранжировке для фортепианного дуэта, написанной Бржетиславом Бакалой. В 1927 году была опубликована полная партитура с дальнейшими изменениями. Яначек охарактеризовал свою работу как «рапсодию» и выбрал три эпизода из повести Гоголя для отражения в этом программном произведении.

## Описание

### Инструменты
Музыка написана для пикколо, 2-х флейт, 2-х гобоев, английского рожка, 2-х кларнетов, 2-х фаготов, контрафагота, 4-х валторн, 3-х труб, 3-х тромбонов, тубы, литавры, малого барабана, подвесной тарелки, треугольника, колоколов, арфы, органа и струнных.

### Части
Музыкальное произведение состоит из трёх частей:
1. Смерть Андрия
Первая часть, «Смерть Андрия», посвящена младшему сыну казака Тараса Бульбы, который влюбляется в дочь польского воеводы. В начале — страстный эпизод между влюблёнными с соло в исполнении английского рожка, скрипки и гобоя. Время от времени повсюду появляются намёки на темноту, и в конце концов музыка становится все более бурной, показывая битву между двумя армиями: гневный лай тромбона, звон колоколов и торжествующий возглас трубы. Андрий сражается на стороне поляков, но когда его отец приближается к нему в битве, он осознает свое предательство и опускает голову, чтобы его убил сам Тарас Бульба. В финале, есть краткое воспоминание о любовной музыке.
2. Смерть Остапа
Вторая часть, «Смерть Остапа», посвящена старшему сыну Тараса Бульбы, которого терзает смерть Андрия. Его схватили поляки во время битвы и увезли в Варшаву для пыток и казни. Переодетый Тарас Бульба пробирается в Варшаву, а в момент смерти Остапа забывает, где находится, и зовет сына. Большая часть музыки звучит как неумолимый, хромающий марш. А в конце — дикая мазурка под торжествующий танец поляков. Тараса Бульбу олицетворяют мрачные тромбоновые ноты, а последний мучительный крик Остапа играет высокий кларнет.
3. Пророчество и смерть Тараса Бульбы
В последней части «Пророчество и смерть Тараса Бульбы» казаки бешено сражаются по всей Польше, чтобы отомстить за Остапа. В конце концов Тарас Бульба попадает в плен в битве на Днепре, но прежде, чем он будет сожжён польской армией, он произносит дерзкое пророчество: «Думаете, есть что-нибудь на свете, чего бы побоялся козак? Постойте же, придет время, будет время, узнаете вы, что такое православная русская вера! Уже и теперь чуют дальние и близкие народы: подымается из Русской земли свой царь, и не будет в мире силы, которая бы не покорилась ему!». Часть начинается с боевой музыки и боевых кличей Тараса Бульбы (тромбоны), затем идёт тихий отрывок, изображающего его поимку. Само пророчество — это волнующий пассаж для духовых и органных инструментов, кульминацией которого является звон колоколов и торжествующий эпилог. Как раз перед тем, как вступают колокола, мы слышим первый письменный пример в классической музыке моравской каденции в баре 169[4].